# アクシスプロモーション
アクシスプロモーションは、2018年に代表の芝田功祐が設立させた日本の芸能プロダクション兼芸能プロモーション。
2020年5月株式会社レイワンダッシュと提携。